# Шенген
 За договора от Шенген вижте Шенгенско споразумение.  
Шѐнген (на немски: Schengen) е винарско село в Люксембург, намиращо се близо до границата с Германия и Франция.
Населението му от преброяването през 2009 г. е 1527 жители. Шенгенският замък е построен през 1390 г.
Шенген придобива известност на 14 юни 1985 г., когато на борда на кораба „Принцеса Мария Астрид“, плаващ по река Мозел, е подписано Шенгенското споразумение за премахване на вътрешните граници между страните членки и общ граничен контрол по граничните контролно-пропускателни пунктове по външните им граници.